# 安德里伊夫卡 (米哈伊洛-科秋賓斯凱市鎮)

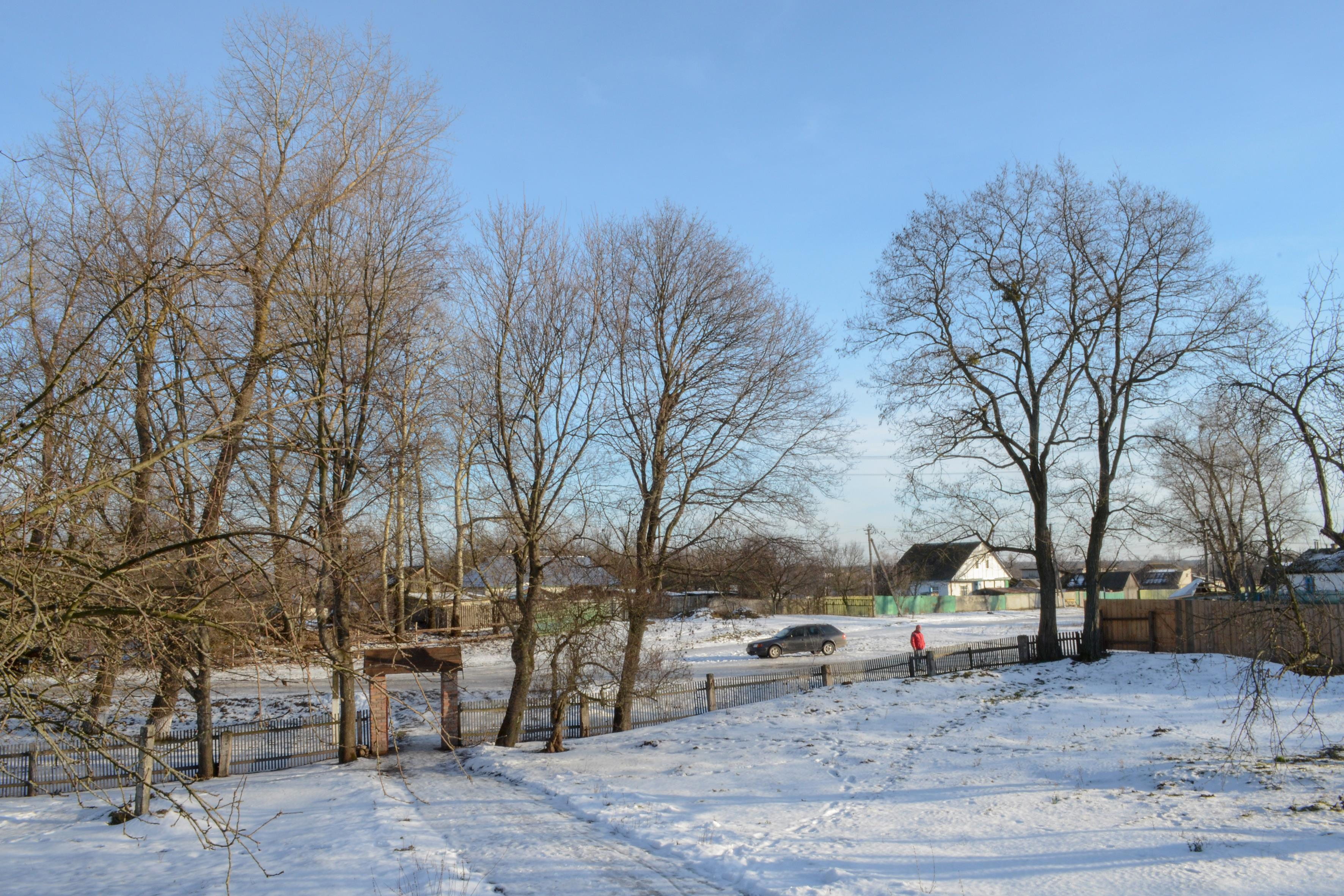

安德里伊夫卡（烏克蘭語：Андріївка）是位於烏克蘭北部的村莊，由切爾尼希夫州切爾尼希夫區的米哈伊洛-科秋宾斯凯市镇負責管轄。該村始建於1689年，面積5.48平方公里，海拔高度127米，2001年人口879，人口密度每平方公里160.28人。